# کالوتو (کائوکا)
کالوتو (کائوکا) (به اسپانیایی: Caloto, Cauca) یک سکونتگاه مسکونی در کلمبیا است که در بخش کائوکا واقع شده‌است.